# Hammel

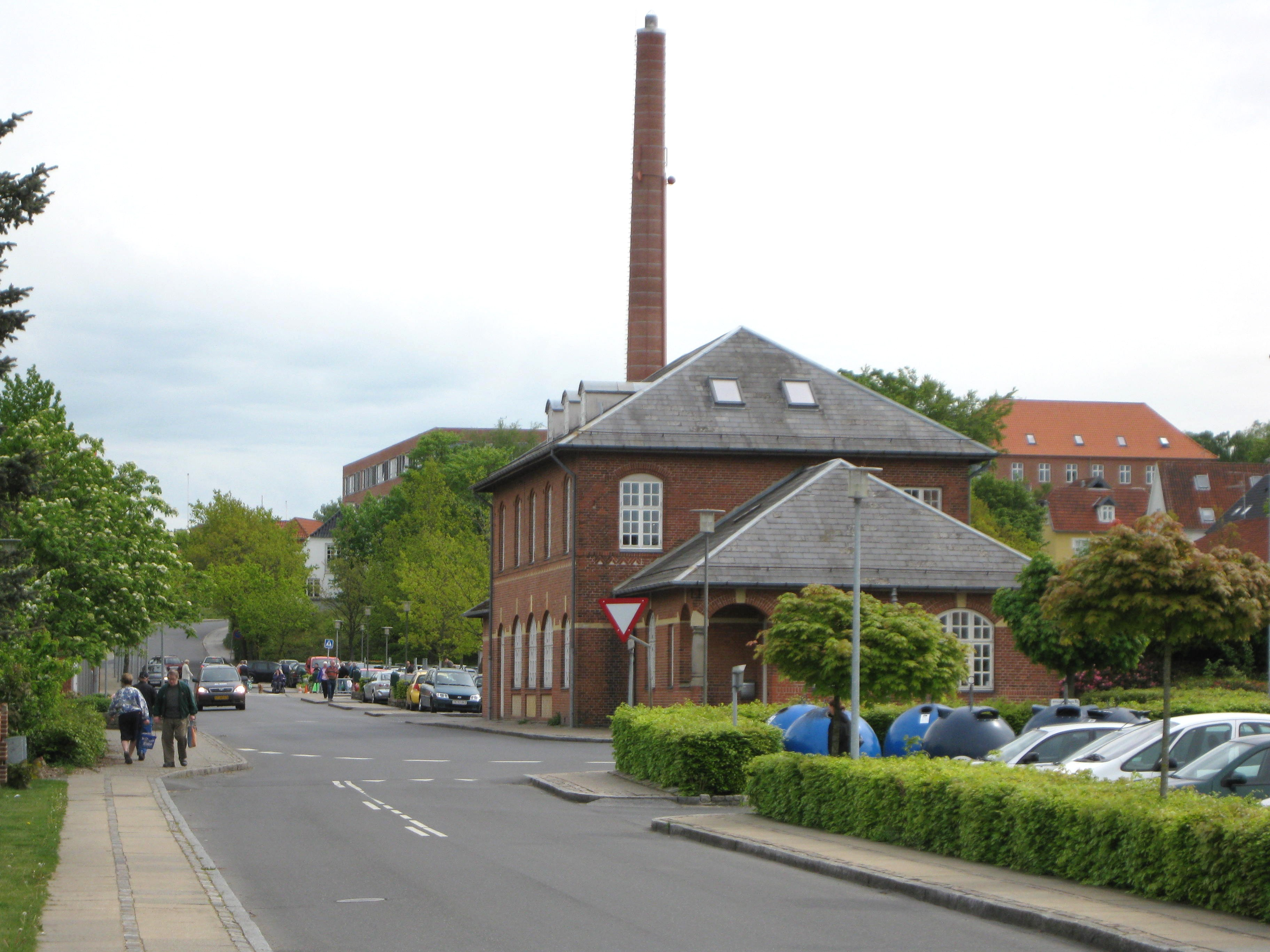
Fragment miasta z budynkiem dawnego dworca kolejowego

Hammel – miasto w Danii, w gminie Favrskov, na Półwyspie Jutlandzkim, ok. 25 km na północny zachód od Århus. Liczy 6665 mieszkańców (2009). Do 1 stycznia 2007 roku siedziba władz gminy Hammel.

## Historia
Historia Hammel związana jest ściśle z pobliskim zamkiem Frijsenborg. Miejscowość znana była jako Hamel w 1479 r. W 1800 r. przyjęto obecną pisownię Hammel. Powolny rozwój miasteczka następował dopiero od XIX w. Powstały wtedy: sąd (1838 r.), apteka (1842 r.), szkoła techniczna (1882 r.), szpital (1893-94 r.), mleczarnia (1900 r.), rzeźnia (1906 r.), wytwórnia wód mineralnych, browar, fabryka maszyn (1904 r.), fabryka odzieży i inne zakłady przemysłowe. W 1866 r. utworzona została kasa oszczędnościowa, a w 1905 r. powstał bank, Hammel Bank. W 1902 r. miasteczko zostało połączone linią kolejową z Århus, co miało wpływ na gwałtowny rozwój gospodarczy Hammel i wzrost liczby mieszkańców (z 1235 w 1901 r. do 1513 w 1916 r.). Linia kolejowa została jednak zlikwidowana w 1956 r. z powodu małej rentowności. Do reformy administracyjnej w 1970 r. miasteczko znajdowało się w powiecie (herred) Gjern, województwo (amt) Skanderborg. Stopniowo rosła liczba mieszkańców: w 1930 r. Hammel liczył 1792 mieszk., w 1955 r. – 2282, a w 1960 r. – 2462. W latach 80. XX w. w ośrodku Kraglund, położonym w lasach należących do Frijsenborga, na obrzeżach Hammel, mieściło się centrum dla uchodźców, w którym przebywało wielu Polaków.

## Zabytki
- Kościół – pierwotnie romański, poddany gruntownym przebudowom w wiekach późniejszych, co zasadniczo zmieniło pierwotny charakter świątyni. Wieża została dodana w 1881 r.[4] Wyposażenie wnętrza pochodzi z XVII-XIX w. W kościele znajduje się mauzoleum hrabiów z pobliskiego zamku Frijsenborg zawierające osiem marmurowych sarkofagów, w których pochowani są m.in. hrabia Christian Friis (zm. 1763) z żoną, hrabia Erhard Wedel-Friis (zm. 1786) oraz jego żona hrabina Christine Sophie (zm. 1787)[4]. W kościele znajdują się także epitafia proboszcza Jensa Olsena Varde (zm. 1693) i jego rodziny.
- Zamek Frijsenborg – siedziba hrabiów Wedel-Friis położona ok. 2 km od centrum miasta, w obszernym parku w stylu angielskim, otoczona fosą. Obecny budynek Frijsenborga powstał w wyniku gruntownej przebudowy dawnego, siedemnastowiecznego zamku, prowadzonej od poł. XIX w. i nosi cechy naśladujące renesans niderlandzki. Zamek położony jest w sąsiedztwie sporych kompleksów leśnych. Nie jest dostępny dla zwiedzających.

## Herb Hammel
Herb miasta przedstawia w tarczy srebrnej jelenia czerwonego kroczącego w prawo, pomiędzy dwoma zielonymi drzewami. Poniżej przedstawiono niebieskie wody jeziora. Drzewa i jeleń symbolizują okoliczne lasy i zwierzynę w nich żyjącą, woda – jeziora regionu. Herb został oficjalnie zatwierdzony w 1948 r. Zaprojektował go artysta malarz Ludvig Steensen.